# Rhenländskt kallblod
Det rhenländska kallblodet, även kallat Tyskt kallblod är en tung hästras från Westfalen i Tyskland. Rasen var förut uppdelad i två olika raser, Westfaler och Rhenländare som senare slogs ihop till samma ras. Det rhenländska kallblodet utvecklades främst ur den belgiska Brabanthästen.
Det rhenländska kallblodet är en lugn kallblodshäst med kraftig man och svans. Mankhöjden ligger på ca 158-165 cm och hästarna är populära för sitt goda temperament och sin arbetsvilja. Då Tyskland främst blivit känd för aveln av varmblodshästar, och den minskade efterfrågan på arbetshästar efter mekaniseringen, har det rhenländska kallblodet blivit en väldigt sällsynt ras. Idag är bara 2 % av det tyska hästbeståndet kallblodshästar, och enbart några få procentenheter av dessa är rhenländska kallblod. 

## Historia
Det rhenländska kallblodet har avlats sedan mitten av 1800-talet och redan på 1830-talet importerades den första kallblodshästen från Belgien till Tyskland som skulle ingå i det rhenländska kallblodet. En ståtlig Ardennerhingst som inspirerade tyskarna att själva starta uppfödning av de tunga arbetshästarna. Engelska kallblodshästar blandades med Ardennerhästar, bland annat Suffolk Punch och Clydesdalehästar. Mest inflytande hade de belgiska raserna Ardenner och Brabanthäst. Det rhenländska kallblodet fick en egen stambok redan 1876. 
Det rhenländska kallblodet avlades i flera olika varianter i olika områden runt Rhen, då främst på det regionella stuteriet Wickrath. I Westfalen avlades både en varmblodshäst och en kallblodshäst. 1904 fanns en egen stambok för Westfalerkallblodet. Dagens Rhenländare avlades fram i en annan del av landet med en bas på samma hästar. Uppfödarna hamnade ofta i strid om vilken av raserna som egentligen var bäst. De två olika hästarna tillsammans utgjorde ca 50 % av Tysklands hästbestånd under 1930-talet. Den häst som var vanligast under den här tiden var det kallblod som avlades i Niedersachsen. 
Westfalern blev mer betydelsefull för tyskarna under både första världskriget och andra världskriget då de användes som remonter för de beridna soldaterna. Efter andra världskriget så tappade hästarna sin popularitet då jordbruken blev mer och mer mekaniserade. För att undvika att båda raserna helt skulle försvinna slog man ihop dem till samma ras som kallades Rhenländskt kallblod eller ibland Westfaliskt kallblod. I Tyskland behåller man båda namnen fortfarande då hästen heter Rheinish-Westfälisches Kaltblut. En del hängivna uppfödare som håller hårt på splittringen mellan de olika typerna menar att Rhenländaren är en egen, ensam ras och att Westfalern är utrotningshotad, eller vice versa. 
Idag utgör kallblodshästarna enbart 2 % av Tysklands hästbestånd mycket på grund av att Tyskland blivit världens främsta nation inom uppfödning av sportigare och lättare varmblodshästar, men även på grund av att mekaniseringen gjorde hästarna överflödiga. De få kallblod som tyskarna avlat fram utöver Rhenländska kallblodet är Schleswiger, Schwarzwaldhäst och det sydtyska kallblodet som är en tysk variant av Österrikes Norikerhäst.

## Egenskaper och användningsområden
Det rhenländska kallblodet är en vacker kallblodshäst med ganska fint, men tungt huvud och uttrycksfulla ögon. Halsen är kraftig och kort, kroppen är kompakt och skuldrorna och manken muskulösa men hästarna har ända fria gångarter och bra benrörelser. De starka hovarna passar utmärkt för arbete i tyngre jordbruk. De tyska kallbloden kan ha alla hela färger, men vanligast är färger med bruna och röda inslag som fux, flaxfux, rödskimmel och brunt, men vitskimmel och svart förekommer i mindre skala. 
Hästarna är fortfarande populära för sin arbetsvilja och sitt goda temperament, trots att populationen minskat i samband med att jordbruken mekaniserades. Det rhenländska kallblodet är lätthanterligt även om hästarna är väldigt starka. De mognar tidigt och blir oftast ganska gamla. Än idag används kallbloden som arbetshästar, men då de är ganska ovanliga så visar man även upp hästarna i parader och shower, både framför vagn och under sadel för att öka intresset för rasen.